# Hoornconcert nr. 1 (Haydn)
Het Hoornconcerto nr. 1 is het eerste hoornconcerto van Joseph Haydn, voltooid in 1762.

## Bewegingen
Het werk bestaat uit drie bewegingen:
1. Allegro
2. Adagio
3. Allegro